# Municipio de Ward (condado de Yell)
El municipio de Ward (en inglés: Ward Township) es un municipio ubicado en el condado de Yell en el estado estadounidense de Arkansas. En el año 2010 tenía una población de 1841 habitantes y una densidad poblacional de 24,84 personas por km².

## Geografía
El municipio de Ward se encuentra ubicado en las coordenadas 35°2′36″N 93°14′9″O / 35.04333, -93.23583. Según la Oficina del Censo de los Estados Unidos, el municipio tiene una superficie total de 74.12 km², de la cual 73,03 km² corresponden a tierra firme y (1,47 %) 1,09 km² es agua.

## Demografía
Según el censo de 2010, había 1841 personas residiendo en el municipio de Ward. La densidad de población era de 24,84 hab./km². De los 1841 habitantes, el municipio de Ward estaba compuesto por el 89,68 % blancos, el 0,38 % eran afroamericanos, el 1,63 % eran amerindios, el 0,43 % eran asiáticos, el 6,19 % eran de otras razas y el 1,68 % eran de una mezcla de razas. Del total de la población el 15,15 % eran hispanos o latinos de cualquier raza.